# قائمة مساجد القدس
تُعدّ مدينة القدس أكبر مدن فلسطين التاريخية المحتلة مساحةً وسكاناً وأكثرها أهمية دينيًا واقتصاديًا. أصبحت مدينة مقدسة بالنسبة للمسلمين بعد معجزة الإسراء والمعراج، وبعد أن فُرضت الصلاة على المسلمين، أصبحوا يتوجهون أثناء إقامتها نحوها، وبعد حوالي 16 شهرًا، تحولت قبلة صلاتهم نحو مكة بدلاً من القدس. تُعدّ فلسطين من أقدم المناطق الإسلامية في العالم؛ إذ وصلها الإسلام بعد الفتح الإسلامي في عهد عمر بن الخطاب. ونظيراً لذلك فقد انتشرت المساجد في تلك البقعة من الأرض وتنوعت تواريخ إنشائها وطرق بنائها وتصميمها، تبعاً للعهد الذي بُنيت فيه.

## الفترة
هذه قائمة بأسماء المساجد في القدس حسب فترة إنشائها

## معرض صور

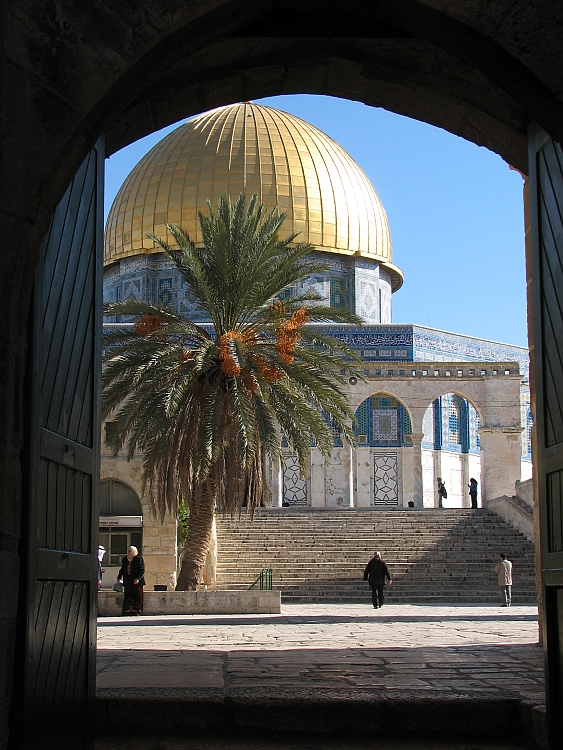
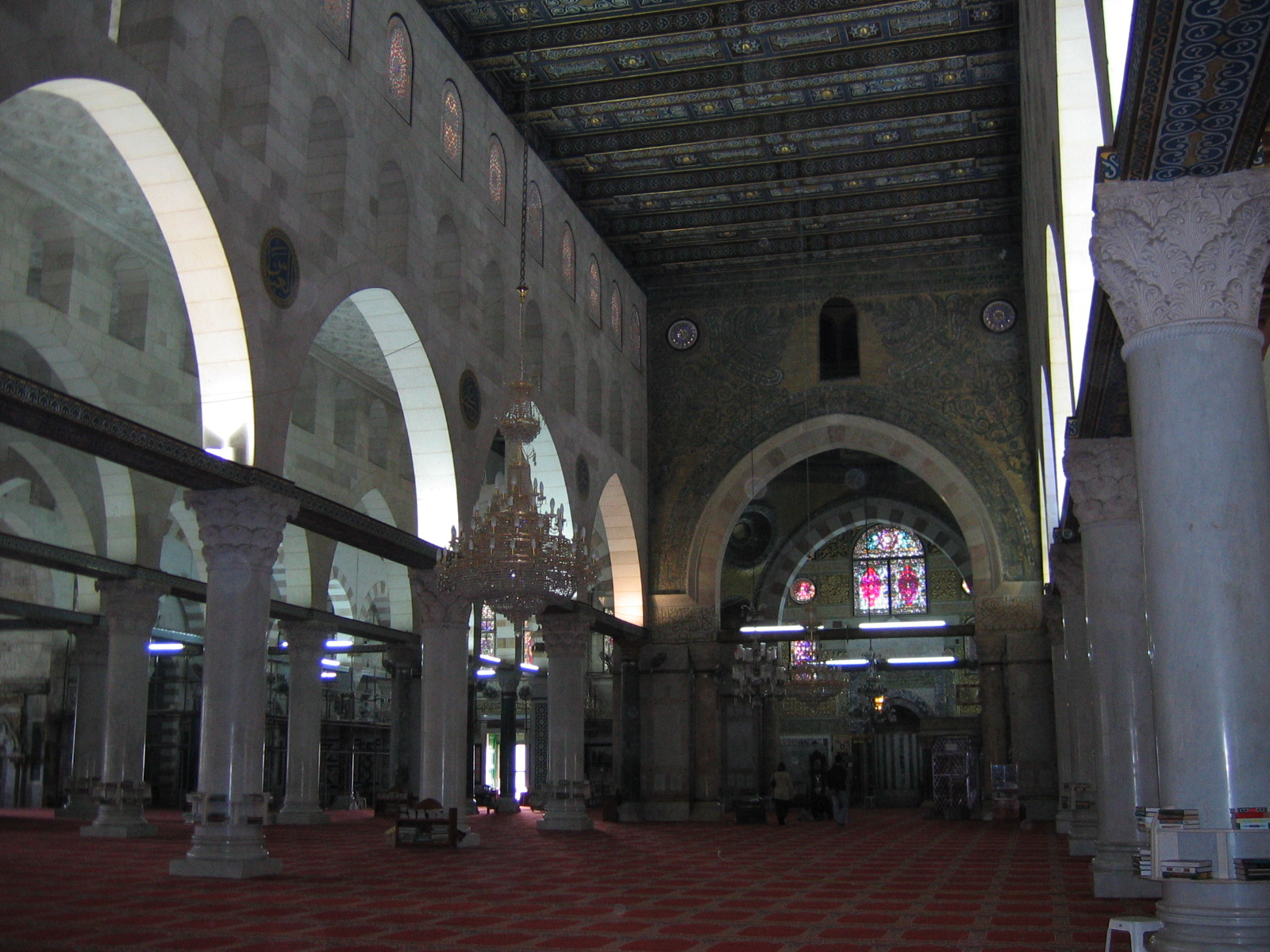
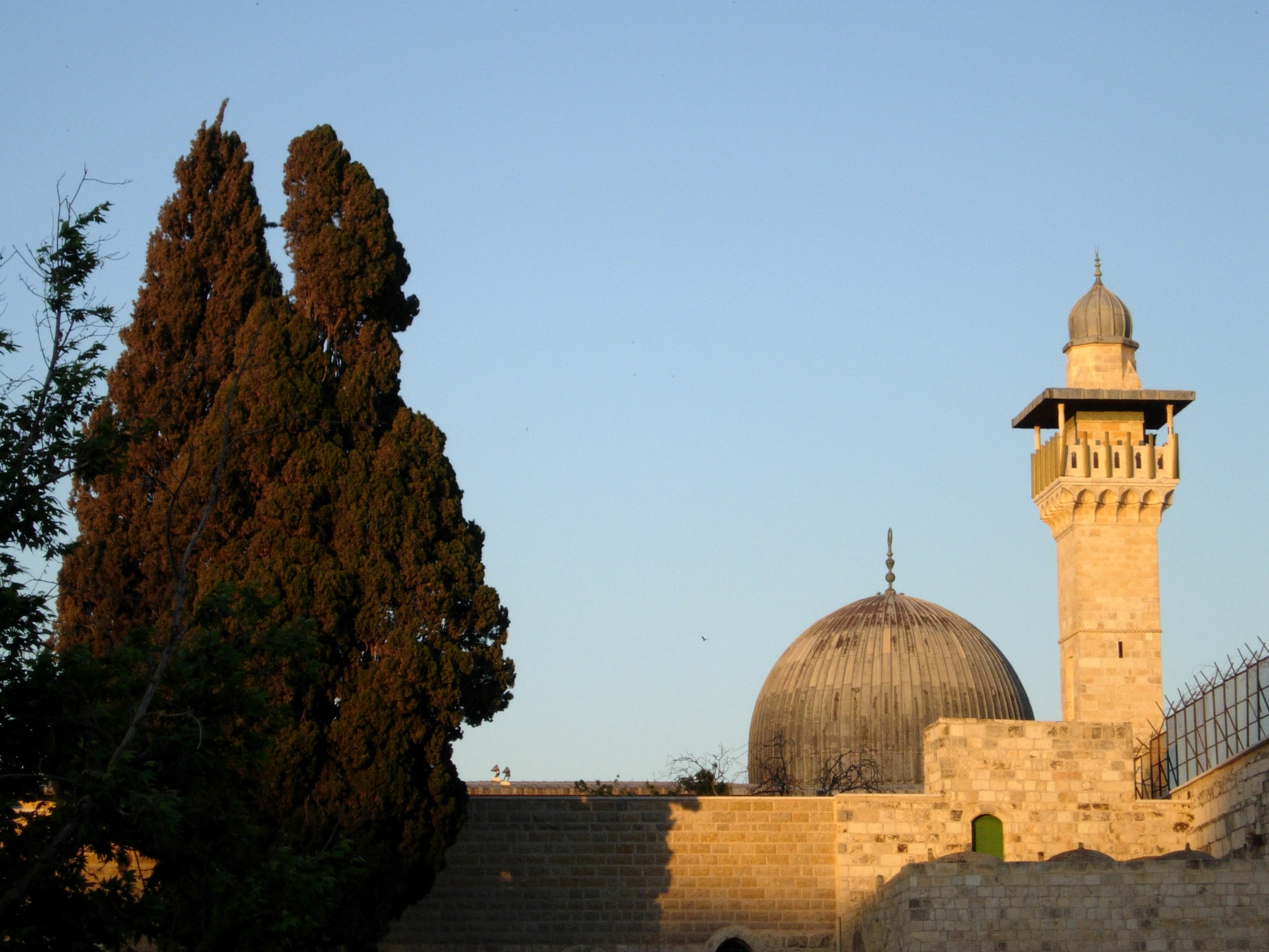
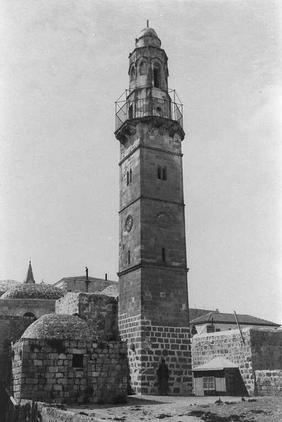
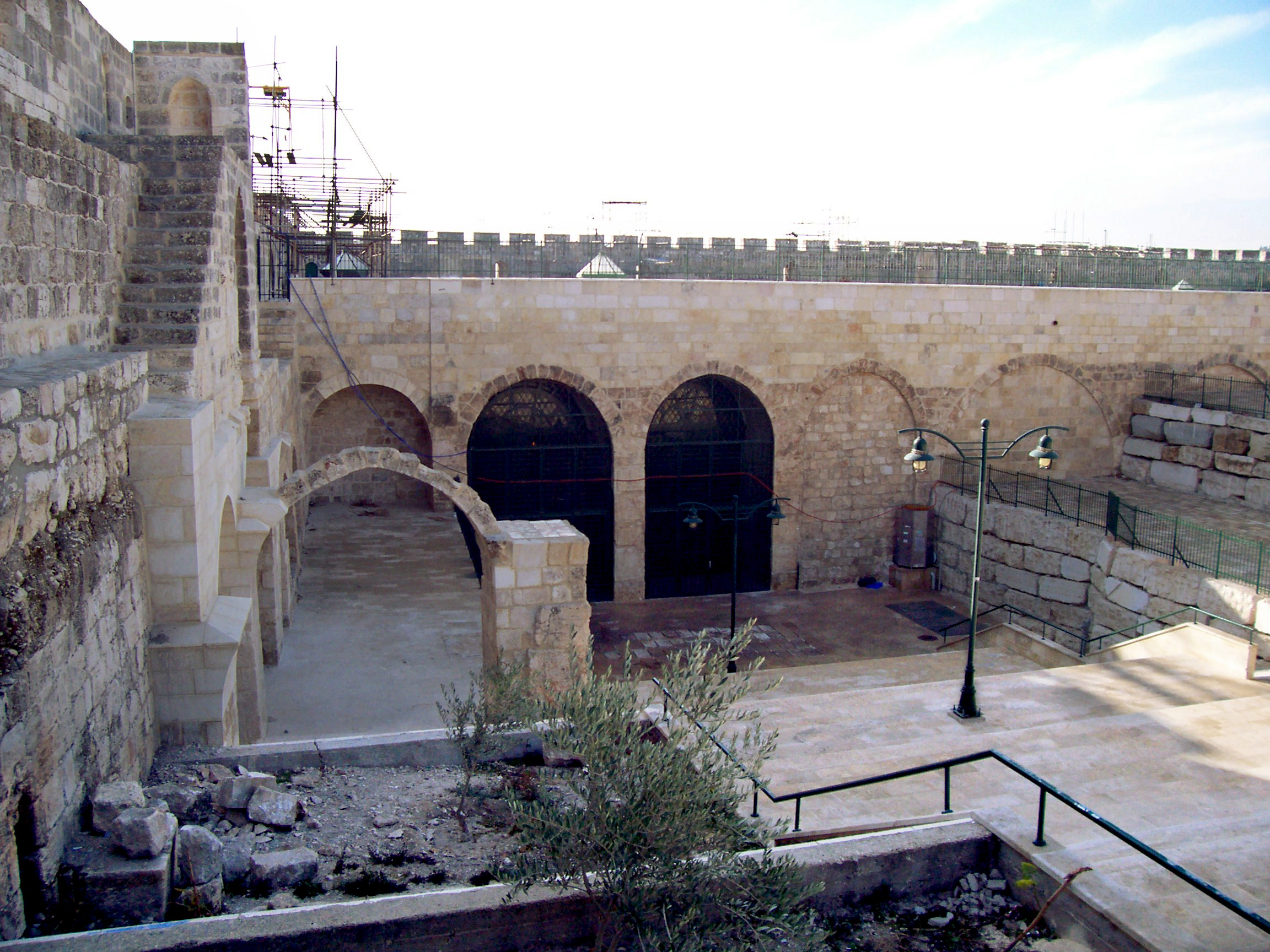

### الفترة الرومانية
| اسم المسجد         | صورة المسجد | الموقع                      | سنة الإنشاء | ملاحظات |
| ------------------ | ----------- | --------------------------- | ----------- | --- |
| مصلى الأقصى القديم |             | البلدة القديمة، مدينة القدس |             | اختلف فيمن بناه فمنهم من قال "ويعتقد انه يعود للفترة الرومانية" ، "وهذا ما رجحه مجير الدين حينما تحدث عن الزاوية الختنية بان بناءها قديم من بناء الروم، وهناك مختصين يرجعونه إلى فترة هيردوس (37- 4 ق. م.)، ويبدو ان هذا الباب قد هدم في حملة تيطس سنة 70 م. رُمم عام 1927 بتمويل من الملك فاروق من مصر، وقد كان هذا المصلّى مغلقًا لا يُفتح إلا في حالات الضروري حتى عام 1998، حيث تم تنظيفه وإعداده ليكون مكانًا ملائمًا للصلاة، وهو يتّسع لحوالي 1000 مصلّ. |

### الخلافة الراشدة (632–661) م
| اسم المسجد           | صورة المسجد | الموقع                               | سنة الإنشاء       | ملاحظات |
| -------------------- | ----------- | ------------------------------------ | ----------------- | --- |
| المصلى القبلي        |             | البلدة القديمة، القدس                | سنة 15 هـ / 636 م | كان أول من أمر ببناءه الخليفة عمر بن الخطاب عند فتحهِ للقدس عام 15 هـ الموافق 636 م.                                         |
| مسجد الحيات          |             | حارة النصارى، البلدة القديمة، القدس  |                   | من المساجد العمرية في القدس، المنسوبة إلى الخليفة عمر بن الخطاب.                                                            |
| المسجد العمري الكبير |             | حارة المغاربة، البلدة القديمة، القدس |                   | سُمي نسبةً إلى الخليفة عمر بن الخطاب. اُدخلت على المسجد إصلاحات في عصر عبد الملك بن مروان. وللمسجد مأذنة يبلغ إرتفاعها 15 متر. |

### الخلافة الأموية (661–750) م
| اسم المسجد      | صورة المسجد | الموقع                                                                     | سنة الإنشاء       | ملاحظات |
| --------------- | ----------- | -------------------------------------------------------------------------- | ----------------- | --- |
| المصلى المرواني |             | البلدة القديمة، مدينة القدس                                                |                   | بعد تحرير المسجد الأقصى في عهد صلاح الدين الأيوبي، أعاد المصلى المرواني إلى استعماله السابق باعتباره تسويةً ومخزنًا. وبقي الأمر كذلك حتى عام 1996، حيث تم افتتاحه كمُصلّى.                                                                                                   |
| قبة الصخرة      |             | البلدة القديمة، مدينة القدس                                                | سنة 66 هـ / 685 م | |
|                 |             |                                                                            |                   | |
| مسجد البراق     |             | يقع تحت جزء من الساحة الجنوبية الغربية للمسجد الأقصى، بمحاذاة حائط البراق. |                   | ويؤكد الباحثون أن باب ومصلى البراق بناء أموي لأنّ العناصـر الموجـودة في هذا الباب هي نفـس العناصر الموجودة في كل من باب الرحمة، والباب المزدوج، كما يذهبون إلى القول بأنّ هذا المصلى، الذي أعيد بناؤه بشكله الحالي في الفترة المملوكية عام 707 ـ737هـ الموافق 1307ـ 1336م. |

### الدولة الأيوبية (1171–1341) م
| اسم المسجد             | صورة المسجد | الموقع                                                     | سنة الإنشاء                   | ملاحظات |
| ---------------------- | ----------- | ---------------------------------------------------------- | ----------------------------- | --- |
| مسجد الخانقاة الصلاحية |             | البلدة القديمة، مدينة القدس                                |                               | يُعتقد أن صلاح الدين الأيوبي هو من بناه بعد معركة حطين. |
| مسجد عمر بن الخطاب     |             | البلدة القديمة، مدينة القدس                                |                               | شيد مسجد عمر في شكله الحالي من قبل الأفضل بن صلاح الدين في عام 1193 ميلادي، وتم تجديده من قبل السلطان العثماني عبد المجيد الأول (1839-1860). |
| مسجد المغاربة          |             | البلدة القديمة، القدس                                      |                               | قيل أنّ أوّل من بناه هو صلاح الدين الأيوبي سنة 590 هـ الموافق 1193، وكانت تُقام فيه الصلاة على المذهب المالكي. منذ عام 1928 استعمل كقاعة عرض لأغراض المتحف الإسلامي الذي نُقل من الرباط المنصوري.                                                                            |
| مسجد مصعب بن عمير      |             | حارة النصارى، البلدة القديمة، القدس                        |                               | تم تسمية المسجد نسبةً إلى الصحابي مصعب بن عمير، الذي هاجر مع النبي محمد إلى الحبشة وكان أول سفير للإسلام حيث عهد اليه بتعليم أهل المدينة. |
| مسجد الحريري           |             | حارة الأرمن، البلدة القديمة، القدس                         |                               | بُني زمن الدولة الأيوبية، وتم ترميمه في العصر المملوكي على يد شمس الدين محمد بن إبراهيم الحريري. |
| مسجد القرمي            |             | حارة الواد، الحي الإسلامي، البلدة القديمة، القدس           |                               | يُنسب هذا المسجد إلى الشيخ شمس الدين أبو عبد الله محمد بن أحمد القرمي، المتوفى بالقدس عام 1386. كان المسجد مهجورا حتى عام 1976 حيث تم إعادة إعماره. يحتوي المسجد على مكتبة لبيع الكتب، ويوجد بها مقام صاحب هذا المسجد، وبجوار المقام يوجد مصلى للنساء. وليس للمسجد مئذنة. |
| مسجد ولي الله محارب    |             | حارة الشرف، البلدة القديمة، القدس                          | تم بناؤه عام 1198 م / 595 هـ. | يتسع لعشرة مصلين، وهو مُبلط بالرخام وله محراب صغير ويوجد من الخارج حجر منقوش عليه تاريخ تأسيسه. ولا يحوي المسجد مئذنة ولا موضأ. |
| جامع النساء            |             | يقع داخل المسجد الأقصى المبارك إلى الغرب من المسجد القبلي. |                               | يعود بناؤه إلى عهد صلاح الدين. |

### الدولة المملوكية (1250–1517) م
| اسم المسجد              | صورة المسجد | الموقع                               | سنة الإنشاء | ملاحظات |
| ----------------------- | ----------- | ------------------------------------ | --- | --- |
| مسجد الشيخ لولو         |             | الحي الإسلامي، البلدة القديمة، القدس | وقفه بدر الدين لؤلؤ غازي عام 1373. | وقفه بدر الدين لؤلؤ غازي عام 1373. |
| مسـجد قـلاوون           |             | باب الجديد، البلدة القديمة، القدس    | شيده ووقفه في سنة (686هـ/1287م) | ينسب إلى مؤسسه وواقفه السلطان المملوكي الملك المنصور سيف الدين قلاوون. |
| مسجد علاء الدين البصيري |             | البلدة القديمة، القدس                | | |
| مسجد القلعة             |             | حارة الأرمن، البلدة القديمة، القدس   | أنشأه السلطان الناصر محمد بن قلاوون داخل قلعة بيت المقدس في سنة 1310، ويقع عند زاويتها القبلية الغربية. بعد احتلال القدس في حرب 1967، حولته السلطات الإسرائيلية إلى متحف قلعة داود. | أنشأه السلطان الناصر محمد بن قلاوون داخل قلعة بيت المقدس في سنة 1310، ويقع عند زاويتها القبلية الغربية. بعد احتلال القدس في حرب 1967، حولته السلطات الإسرائيلية إلى متحف قلعة داود. |

### الدولة العثمانية (1516–1918) م
| اسم المسجد                            | صورة المسجد | الموقع                                             | سنة الإنشاء                                                    | ملاحظات |
| ------------------------------------- | ----------- | -------------------------------------------------- | -------------------------------------------------------------- | --- |
| مسجد سويقة علون                       |             | سويقة علوان، البلدة القديمة، القدس                 |                                                                | تم ترميمه حديثا، ولا يوجد للمسجد مئذنة. |
| المسجد الرصاصي                        |             | باب الناظر، البلدة القديمة، القدس                  |                                                                | |
| المسجد القيمري                        |             | حارة النصارى، البلدة القديمة، القدس                |                                                                | |
| مسجد الحنابلة أو مسجد الشيخ ريحان     |             | حارة السعدية، الحي الإسلامي،البلدة القديمة، القدس  |                                                                | بُني المسجد أيام السلطان العثماني أحمد الأول عام 1611، وليس للمسجد مئذنة. يحوي المسجد ضريح الصحابي أبو ريحانة، مولى النبي محمد. |
| مسجد المولوية أو التكية المولوية      |             | البلدة القديمة، القدس                              |                                                                | يتكون الجامع من طابقين، الأول منها كان كنيسة بناها الصليبيون إبان احتلالهم للقدس تُدعى كنيسة القديسة أغنس، ثم حوّله المسلمون إلى مسجد بعد استرداد القدس، كما بنى العثمانيون الطابق الثاني، ومئذنة الجامع، وبعض الغرف الملحقة به شرقي ساحته المكشوفة. ويُستخدم الجامع الآن في الصلاة. أنشأه أحد أمراء القدس (خداوند كار بك) سنة 995 هـ / 1586 م. |
| الزاوية القادرية أو الزاوية الأفغانية |             | البلدة القديمة، القدس                              |                                                                | تُنسَب الزاوية القادرية إلى الشيخ عبد القادر الجيلاني مؤسس الطريقة الصوفية القادرية في العالم الإسلامي. |
| مسجد الشوربجي                         |             | البلدة القديمة، القدس                              | أنشأه الحاج عبد الكريم بن مصطفى الشوربجي، في سنة 1097هـ/1685م. | |
| مسجد المئذنة الحمراء                  |             | حارة السعدية، الحي الإسلامي، البلدة القديمة، القدس | أُنشأ في عام1533م.                                              | أُطلق على هذا المسجد في النصف الأول من القرن السادس عشر اسم "مسجد الشيخ علي الخلوتي"، نسبةً إلى مُنشئه، ثمّ أُطلق عليه أهل القُدس اسم "مسجد المئذنة الحمراء" نسبةً إلى شريطٍ أحمر كان يُحيط شرفة مئذنته من الأعلى. |
| مسجد الشيخ الخليلي                    |             | قرب باب السلسلة، البلدة القديمة، القدس             |                                                                | اُطلق عليه هذا الاسم نسبةً إلى الشيخ محمد الخليلي، وهو عالم في الحديث والتفسير توفي عام 1734. تم بناؤه على الطراز المملوكي. كان يُصلى فيه سابقا، قبل أن يُعتدى عليه ويُسكن. |

### العصر الحديث والمعاصر (1918- حتى الآن) م
| اسم المسجد  | صورة المسجد | الموقع                     | سنة الإنشاء | ملاحظات                                             |
| ----------- | ----------- | -------------------------- | ----------- | --------------------------------------------------- |
| مسجد عابدين |             | حي وادي الجوز، مدينة القدس |             | قام ببنائه الاخوين عبد المحسن وعمر عابدين عام 1939. |

### غير معروف
| اسم المسجد                           | صورة المسجد | الموقع                                                       | سنة الإنشاء        | ملاحظات |
| ------------------------------------ | ----------- | ------------------------------------------------------------ | ------------------ | --- |
| مسجد اليعقوبي، يسمى أيضاً مسجد العسلي |             | البلدة القديمة، القدس                                        |                    | يعود تاريخ بناءه إلى الفترة الممتدة من القرن السابع حتى القرن الثامن. يعتقد أنه كان من المباني الرومانية القديمة قبل تحويله إلى مسجد في عهد صلاح الدين الأيوبي. يحيط به كنيسة بروتستانتية. |
| مسجد البراق                          |             | البلدة القديمة، القدس                                        |                    | أعيد بناؤه بشكله الحالي في الفترة المملوكية عام 707 ـ737هـ الموافق 1307ـ 1336م. |
| مسجد ومقام السيفي                    |             | نهاية شارع الواد، حائط البراق، البلدة القديمة، القدس         |                    | |
| مسجد أبو بكر الصديق                  |             | آخر سوق خان الزيت وأول سوق العطارين،البلدة القديمة، القدس    |                    | |
| مسجد الشيخ مكي                       |             | قرب المدرسة القادسية، طريق باب الساهرة،البلدة القديمة، القدس |                    | يقع في داخله مقام الشيخ مكي، أحد الأولياء الذين سكنوا مدينة القدس. تم ترميمه عام 1984. |
| مسجد درغث                            |             | حارة النصارى، البلدة القديمة، القدس                          | تم تشييده عام 1964 | يُنسب إلى أحد الأولياء الصالحين وإسمه درغث، حيث يوجد مقامه خلف المسجد. |
| مسجد الديسي                          |             | حارة المغاربة، البلدة القديمة، القدس                         |                    | هو اليوم مُحاط بمواقع يهودية،ومسيحية أرمنية، بعد هدم البيوت الوقفية أثر حرب 1967م وإقامة المساكن اليهودية على أنقاض الأوقاف الإسلامية.                                                      |
| مسجد عثمان بن عفان                   |             | طريق باب الخليل، البلدة القديمة، القدس                       |                    | تبلغ مساحته حوالي 15 متر مربع، ويجاوره عدد من المحال التجارية. توجد فيه مكتبة صغيرة، ولا توجد له مئذنة.                                                                                    |
| مسجد المثبت                          |             | قرب مدرسة دار الأيتام الإسلامية، البلدة القديمة، القدس       |                    | تمت تسميته نسبةً إلى أحمد سيف الدين المثبت. تبلغ مساحته 16 متر مربع، وقد تم ترميم المسجد حديثا. أغلقته حكومة الانتداب البريطاني على فلسطين بعد استخدامه كمستودع أسلحة للثوار الفلسطينيين.   |
| المسجد العمري الصغير                 |             | حارة المغاربة، البلدة القديمة، القدس                         |                    | سُمي نسبةً إلى الخليفة عمر بن الخطاب. تعرض للتدمير بفعل الزلازل، وقد أعيد بناؤه بعد عام 1958. وهو اليوم مُحاط بمواقع مسيحية ويهودية.                                                          |